# Збруч
Збруч (на украински: Збруч; на руски: Збруч) е река протичаща по територията на Тернополска и Хмелницка област в Украйна, ляв приток на Днестър. Дължина 244 km. Площ на водосборния басейн 3395 km².
Река Збруч води началото си от централната част на Подолското възвишение, западно от село Шчасновка, Хмелницка област на Украйна, на 303 m н.в., като по цялото си протежение тече в южна посока и служи за граница между Тернополска и Хмелницка област. В горното си течение протича в широка, на места заблатена долина, а в долното течение долината ѝ става дълбока и тясна. Влива се отляво в река Днестър, при село Исакивщи (Хмелницка област), на 117 m н.в. Основни притоци са Бовенец (ляв) и Гнилая (десен). Има снежно и дъждовно подхранване. Среден годишен отток при село Витковци 7 m³/s. По бреговете ѝ са разположени сгт Подволочист, Гусатин и Скала Подолская в Тернополска област, град Волочиск и сгт Сатанов в Хмелницка област. От 1921 до 1939 г. по цялото протежение на реката е преминавал участък от бившата съветско-полска граница.

## Топографска карта
- М-35-В М 1:500000[2]